# Chalcolyne metallica
Chalcolyne metallica är en skalbaggsart som först beskrevs av Francis Polkinghorne Pascoe 1858.  Chalcolyne metallica ingår i släktet Chalcolyne och familjen långhorningar. Inga underarter finns listade i Catalogue of Life.